# Phidippus regius
Phidippus regius là một loài nhện trong họ Salticidae.
Loài này thuộc chi Phidippus. Phidippus regius được Carl Ludwig Koch miêu tả năm 1846.

## Hình ảnh

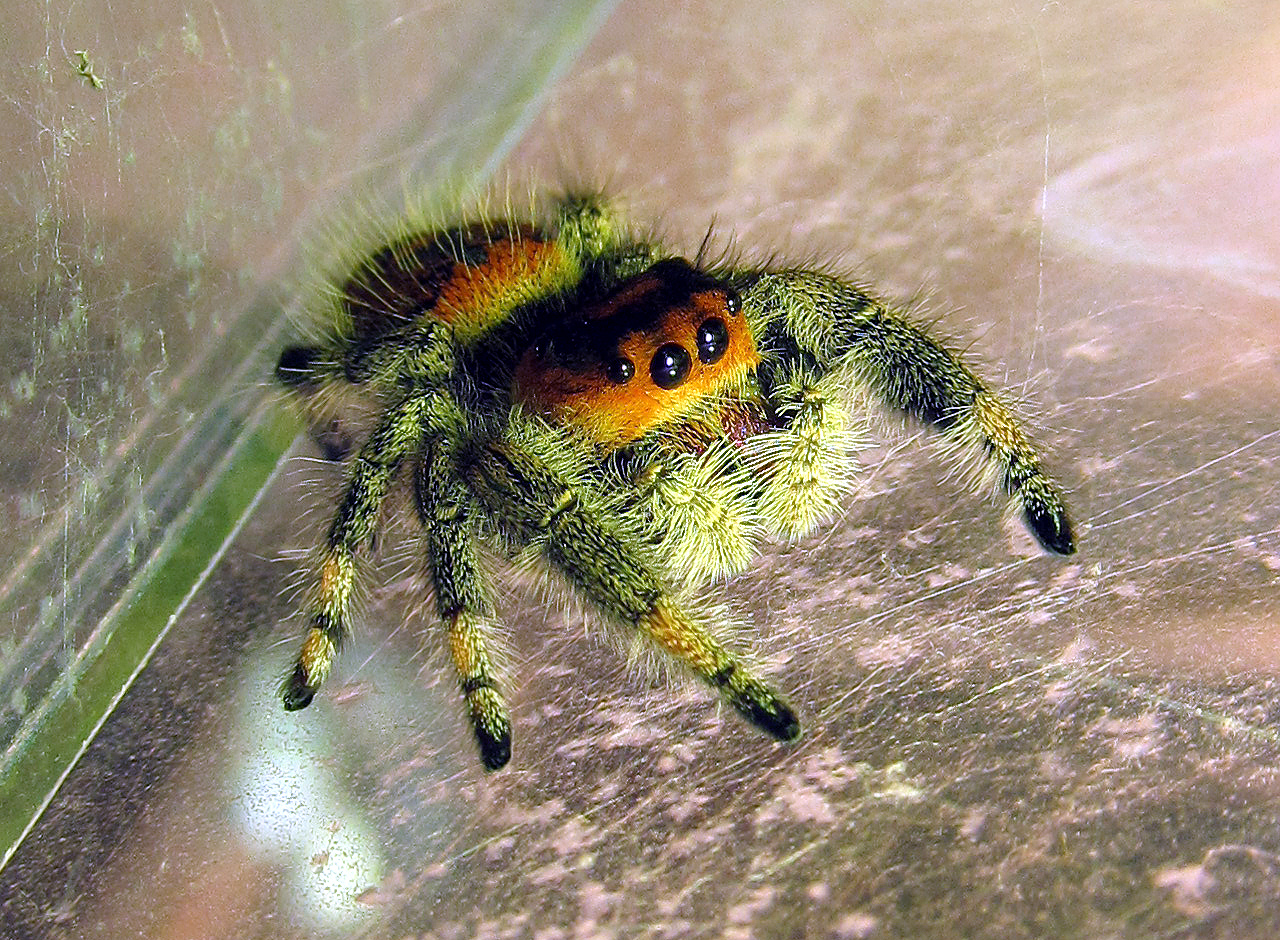
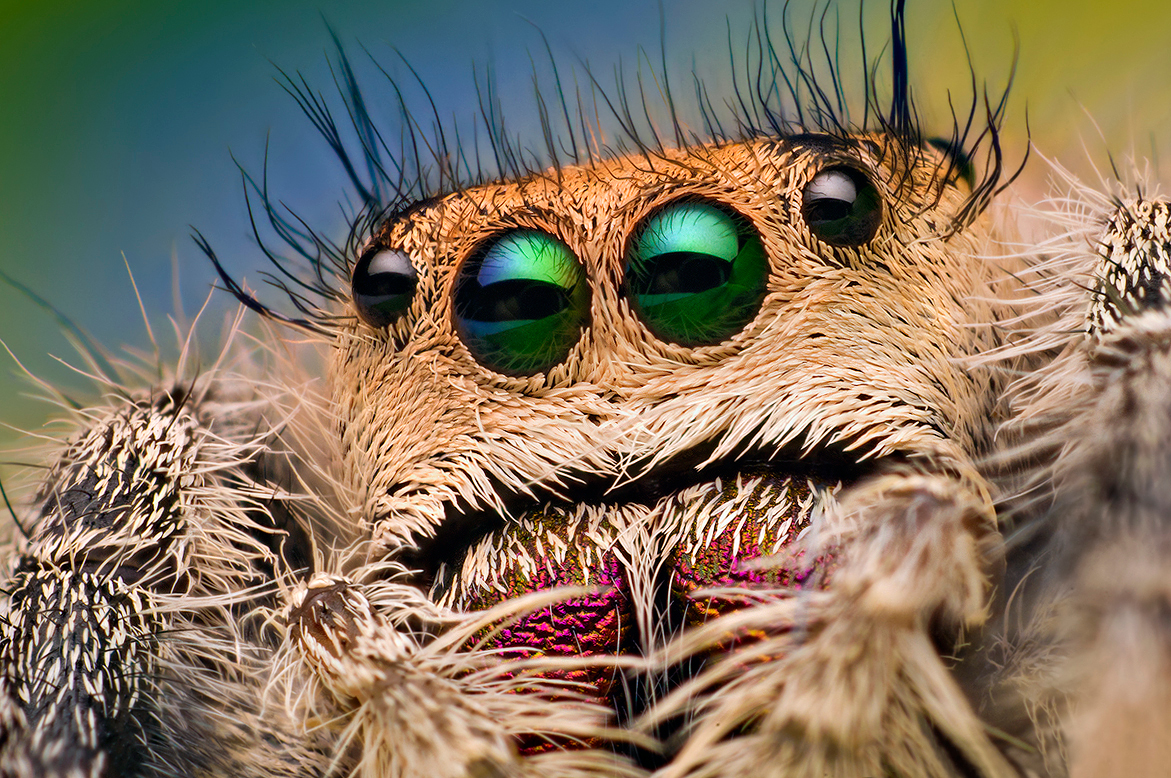
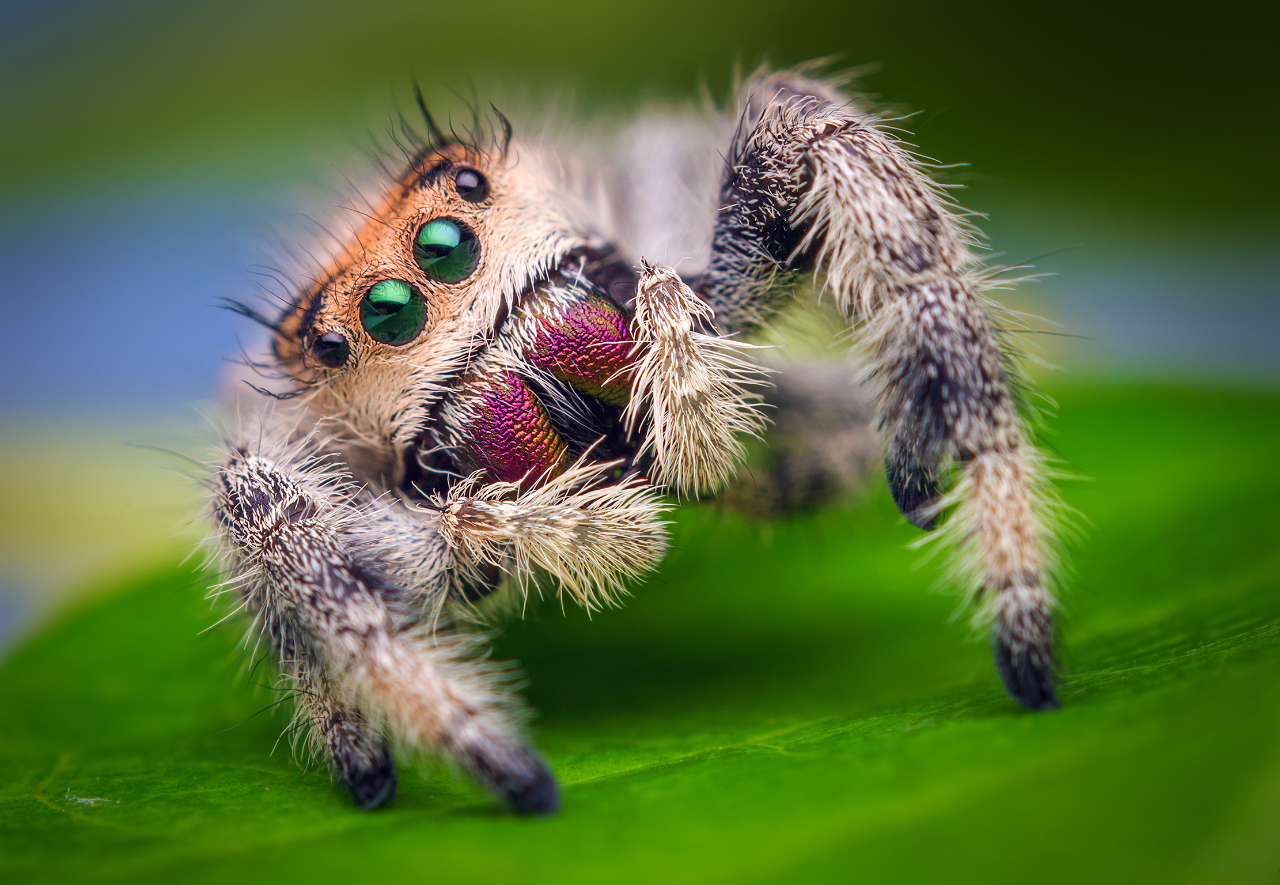
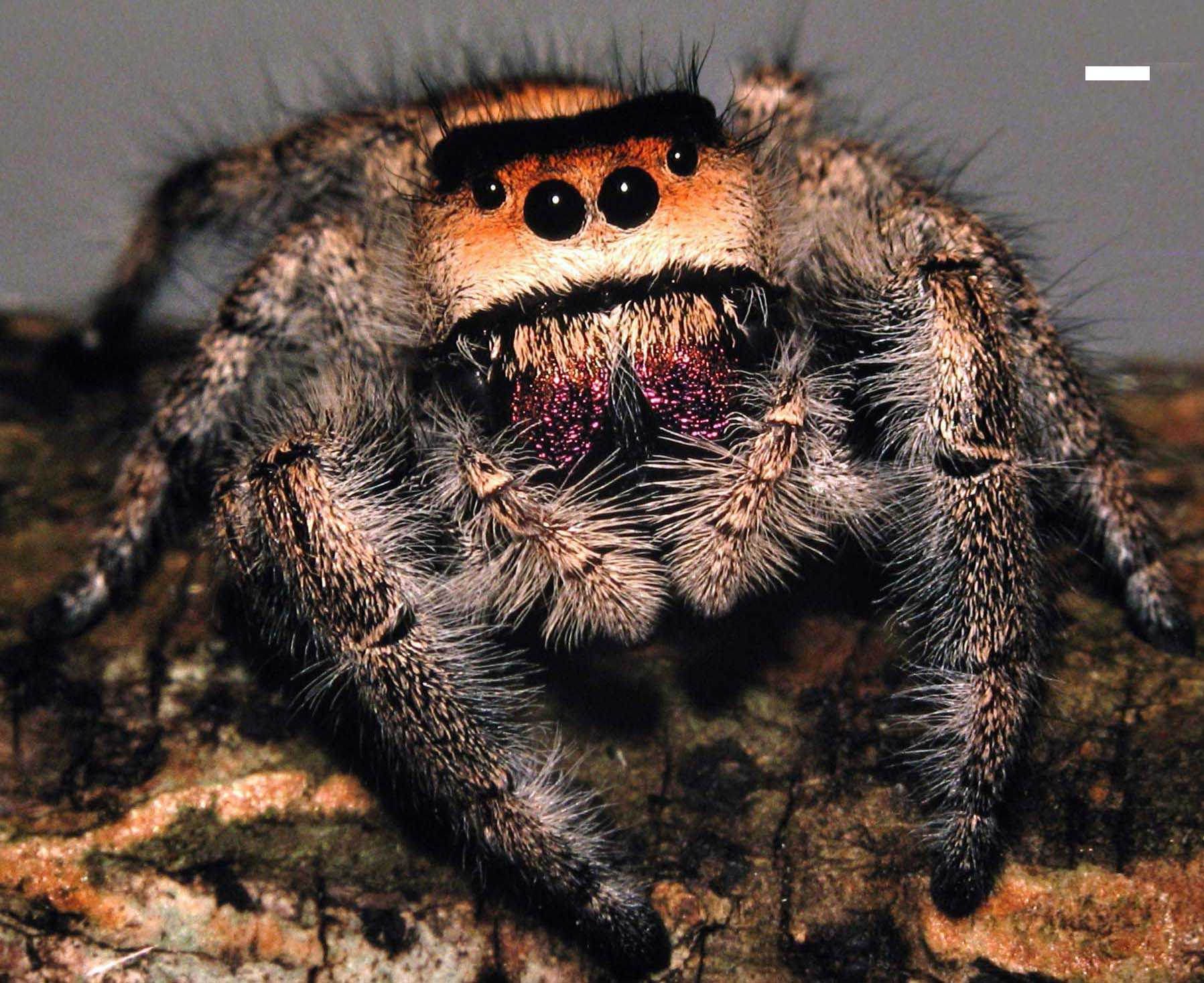